# Asperdaphne sculptilis
Asperdaphne sculptilis é uma espécie de gastrópode do gênero Asperdaphne, pertencente a família Raphitomidae.